# Шефер, Карло
Карло Шефер (нем. Karl Christoph Schäfer; 2 января 1964, Гейдельберг — 8 сентября 2015) — немецкий писатель и педагог.

## Биография
Карло Шефер родился 2 января 1964 года в Гейдельберге в семье пастора. После окончания средней школы изучал германистику в университете Гейдельберга. Десять лет работал учителем в Мангейме. С 2003 года преподавал в педагогическом университете. Скончался 8 сентября 2015 года.